# Goo Demos
Goo Demos en un EP lanzado por Sonic Youth en 1991 justo después de su álbum de 1990 Goo. Las canciones de este álbum fueron demos preliminares del álbum Goo, salvo la número 12, que fue un sencillo editado de Dirty Boots, y la número 11 «Lee #2», que fue una canción que se decidió no incluir en el álbum. Muchos de estos demo fueron renombrados cuando aparecieron en Goo. Todos los temas aparecieron finalmente en Goo Deluxe Edition, con excepción del sencillo editado Dirty Boots.

## Lista de canciones
| N.º   | Título                        | Duración |  |
| 1.    | «Tunic»                       | 6:43     |  |
| 2.    | «Number One»                  | 4:58     |  |
| 3.    | «Titanium Exposé»             | 4:54     |  |
| 4.    | «Dirty Boots»                 | 5:51     |  |
| 5.    | «Corky»                       | 6:22     |  |
| 6.    | «My Friend Goo»               | 2:37     |  |
| 7.    | «Bookstore»                   | 4:16     |  |
| 8.    | «Animals»                     | 3:10     |  |
| 9.    | «DV 2»                        | 4:19     |  |
| 10.   | «Blow Job?»                   | 8:52     |  |
| 11.   | «Lee #2»                      | 3:35     |  |
| 12.   | «Dirty Boots» (Edición única) | 2:53     |  |
| 58:10 |                               |          |  |

## Créditos
- Thurston Moore: diseño de arte (no acreditado)
- Jim Waters: ingeniero de sonido (no acreditado)
- Dorothy Tanous: fotografía
- Don Fleming, J Mascis: productores (no acreditado)[1]